# Scleranthus aetnensis
Scleranthus aetnensis är en nejlikväxtart som beskrevs av P.Gabriel Strobl. Scleranthus aetnensis ingår i släktet knavlar, och familjen nejlikväxter. Inga underarter finns listade i Catalogue of Life.